# Lars Lundström
 (mai 2014).
Pour les articles homonymes, voir Lundström.
Lars Lundström, né le 3 janvier 1965 à Stockholm, est un scénariste suédois. Il a créé la série télévisée Real Humans : 100% humain (Äkta människor), diffusée en Suède depuis 2012 et en France et au Québec depuis 2013. Il est également le scénariste de la célèbre série télévisée Håkan Bråkan et du long-métrage Pistvakt.